# Shigeru Tsuyuguchi
Shigeru tsuyuguchi (jap. 露口 茂, Shigeru Tsuyuguchi; * 8. April 1932 in Tokyo) ist ein japanischer Schauspieler.

## Leben
Bekannt wurde Shigeru Tsuyuguchi vor allem durch seine Rollen in Filmen von Shōhei Imamura. Tsuyuguchi erhielt 1966 einen White Bronze Award als bester Hauptdarsteller in den Filmen Yojôhan monogatari: Shôfu Shino und The Lake. Größere Popularität erlangte er durch zwei Fernsehserien: Mayuko hitori (1971) und Taiyô ni hoero! (1972–1986).

## Filmografie (Auswahl)
- 1964:  Das Insektenweib
- 1964: Verbotene Leidenschaft
- 1965: Kiri no Hata
- 1967: Ein Mann verschwindet
- 1967: Ninja
- 1972: Okami – Das Schwert der Rache
- 1981: Der Dieb und die Geisha
- 1984: Fireflies in the North
- 1995: Stimme des Herzens – Whisper of the Heart